# سمار حلو
السَّمَار الحلو أو السّعد الثعلبي أو السُّعد الحُصر أو العَلوب أو سمار أو الكِراش (باللاتينية: Cyperus alopecuroides) نوع نباتي يتبع جنس السعد من الفصيلة السعدية.

## الموئل والانتشار
موطنه بلاد الشام ومصر وصقلية وجزر الكناري.